# Claws Mail
Claws Mail是一款自由开源软件，基于GTK+语言编写的电子邮件客户端和新闻聚合器。它提供了简单的配置和丰富的功能。它也可以通过插件支持MH 信息处理系统及Mbox的邮件格式。 Claws Mail支持的系统包括Windows、Unix-like、Linux、BSD、Solaris和Mac OS X。
它包含Windows的一款加密组件Gpg4win 。

## 历史
软件原名Sylpheed Claws，开发于2001年4月，2005年8月与Sylpheed分离成为独立程序。

## 功能
Claws Mail 提供了丰富的功能，其中包括：
- 搜索及过滤
- 安全（GPG，SSL，防钓鱼式攻击）
- 导入/导出标准格式
- 外部编辑器
- 模板
- 可折叠信息
- 文件夹偏好
- Face, X-Face support
- 自定义工具栏
- 自定义主题
- 插件

## 插件
Claws Mail亦支持扩展插件， 像是：
- 反垃圾邮件（SpamAssassin，Bogofilter）
- 新闻聚合器
- HTML查看器（Dillo，Gtkhtml2，排版（WebKit））
- 托盘图标
- Mbox（英语：Mbox）邮件格式支持
- 各种 通知插件
- Perl过滤
- Python脚本
- 日历
- TNEF（英语：Transport Neutral Encapsulation Format） 解析
- 存档